# Luke Steele (musicista)
Luke James Steele (Auckland, 13 dicembre 1979) è un cantante australiano, membro nonché frontman del duo pop Empire of the Sun.

## Carriera musicale

### The Sleepy Jackson (1998 – oggi)

#### Gli inizi
I The Sleepy Jackson si formarono nel 1998, composto da: Luke Steele (voce e chitarra), Jesse Steele (batteria), e Matteo O'Connor (basso). Ha registrato un omonimo di debutto ed un singolo successivo, intitolato "Miniskirt", entrambe le registrazioni sono state distribuite indipendentemente. Nel 2000 Jesse ha lasciato la band seguendo il consiglio di suo fratello, Luke.